# Université de Monterrey
L’université de Monterrey (en espagnol : Universidad de Monterrey ou UDEM) est une université privée catholique mexicaine, sise à Monterrey. Fondée par plusieurs communautés religieuses, elle répond à l'intuition du concile Vatican II qui prescrivait d'utiliser les activités éducatives pour enseigner la doctrine catholique. Elle accueille aujourd'hui plus de 12 000 étudiants. 